# Syrische Profiliga
Der Syrische Fußballmeister wird in einer sogenannten Profiliga (arabisch دوري المحترفين, DMG daurī al-muḥtarifīn) ermittelt. Diese wird seit 1966/67 ausgespielt, allerdings wurde zwischen 1970 und 2011 die Meisterschaft sechsmal abgebrochen oder abgesagt. Rekordmeister des Landes ist Al-Dschaisch mit insgesamt 17 Titeln.

## Modus
Bis zur Saison 2010/11, die infolge des Syrischen Bürgerkrieges abgebrochen wurde, nahmen 14 Vereine an der Liga teil, die in Hin- und Rückspielen gegeneinander antraten. Der Erstplatzierte nach den 26 Spieltagen wurde syrischer Meister; sofern er mit dem Tabellenzweiten punktgleich war, folgte ein Entscheidungsspiel um die syrische Meisterschaft. Die beiden Tabellenletzten stiegen in die zweite syrische Liga ab. Seit der Wiederaufnahme des Spielbetriebs zur Saison 2011/12 wurde jede Spielzeit in einem leicht unterschiedlichen Modus ausgetragen. In der Saison 2014/15 spielen 18 Vereine, aufgeteilt in zwei Gruppen à neun Mannschaften, in der ersten Liga. Die jeweils drei bestplatzierten Mannschaften einer Gruppe qualifizieren sich für eine Meisterschaftsendrunde, während die auf den letzten beiden Plätzen einer Gruppe liegenden Vereine in die zweite Liga absteigen. Seit 2017 wird nun eine gemeinsame Runde bestehend aus 14 Mannschaften mit Hin- und Rückspiel ausgetragen. Die beiden Letztplatzierten steigen direkt ab.

## Bisherige Meister
| Verein               | Meisterschaften                                                                                            |
| -------------------- | --- |
| Al-Dschaisch         | 17× – 1973, 1976, 1979, 1985, 1986, 1998, 1999, 2001, 2002, 2003, 2010, 2013, 2015, 2016, 2017, 2018, 2019 |
| Al-Karama            | 8× – 1975, 1983, 1984, 1996, 2006, 2007, 2008, 2009                                                        |
| Al-Ittihad           | 7× – 1967, 1968, 1977, 1993, 1995, 2005, 2025                                                              |
| Tischrin             | 5× – 1982, 1997, 2020, 2021, 2022                                                                          |
| Jableh Sporting Club | 4× – 1987, 1988, 1989, 2000                                                                                |
| Al-Futowa            | 4× – 1990, 1991, 2023, 2024                                                                                |
| Al Horiya            | 2× – 1992, 1994                                                                                            |
| Barada SC            | 2× – 1969, 1970                                                                                            |
| Al Wahda             | 2× – 2004, 2014                                                                                            |
| Al Shorta            | 2× – 1980, 2012                                                                                            |

1971, 1972, 1974, 1978, 1981 und 2011 wurde kein Meister ermittelt.

## Ausschreitungen im Frühjahr 2004
Am 12. März 2004 kam es in der Stadt Qamischli am Rande der Begegnung zwischen Al Jihad und Al Fatuwa zu Ausschreitungen, bei denen nach offiziellen Angaben 14 Menschen ums Leben kamen. Vorausgegangen waren Provokationen der Fatuwa-Fans, über die bekannt ist, dass sie den irakischen Diktator Saddam Hussein verehren bzw. mit ihm sympathisieren, gegen die zum großen Teil kurdischen Bevölkerung der Stadt Qamischli. Durch ihre kurdenfeindliche Parolen sowie dem Hochhalten von Bildern des gestürzten irakischen Diktators, haben die Fatuwa-Fans für große Wut bei den Anhängern von Al Jihad gesorgt. Als die Fatowa-Fans, darunter auch viele bewaffnete Hooligans, die die Stadionkontrollen einfach passieren durften und dann das Stadion einige Minuten vor Anpfiff betraten, kam es zu Tumulten. Nachdem auf beiden Seiten Parolen skandiert wurden, wie z. B. „Tod den Kurden“, flogen sogar Steine und Sitze. Eine Massenpanik brach aus. Ein Reporter des syrischen Rundfunks hatte im Radio erwähnt, drei Kinder seien totgetreten worden. Dies stellte sich aber im Nachhinein als Falschmeldung heraus. Weiterhin attackierten kurdische Hooligans die Fatuwa Fans. Der Polizei gelang es, beide Gruppen auseinanderzubringen. Im weiteren Verlauf des Tages kam es zu Straßenkrawallen. Sieben Kurden wurden von Sicherheitskräften erschossen. Das Spiel wurde abgesagt. Im weiteren Verlauf des Monats März kam es außerdem zu Aufständen der kurdischen Bevölkerung in ganz Syrien, die meist in Straßenschlachten gipfelten. Eine Befriedung der kurdischen Gruppierungen mit Regierung und Militär wurde erst Anfang April erreicht. Seitdem darf Al Jihad seine Heimspiele nicht im eigenen Stadion austragen, sondern muss auf das Stadion in der 70 km von Al-Qamishli entfernten Stadt Al-Hassaka ausweichen. Das Verbot wurde durch die dortigen politischen Sicherheitsbehörden angeordnet. Der Arabische Syrische Fußballverband schweigt bislang dazu, obwohl die Statuten der FIFA die Einmischung der Politik eindeutig untersagen.